# Chiesa di San Pietro (Melegnano)
La chiesa di San Pietro, o dei Santi Pietro e Biagio, è una chiesa cattolica posta nel centro storico della città italiana di Melegnano, nell'arcidiocesi di Milano.

## Storia
La chiesa di San Pietro venne costruita nel 1666 sul luogo precedentemente occupato da un antico ospedale gestito dai frati disciplini.
A fine Ottocento venne restaurata, decorandone l'interno.

## Caratteristiche
La chiesa, che prospetta su una piccola piazza, ha una facciata barocca a doppio ordine sormontata da un timpano; sopra il portale si apre un finestrone, inquadrato da due nicchie contenenti le statue dei santi Pietro e Biagio.
L'interno, anch'esso in stile barocco, ha un'unica navata ed è illuminato da un'alta cupola.
Fra le numerose opere d'arte che vi si conservano, notevole un gruppo statuario rappresentante la Deposizione, conosciuto popolarmente come i Caragnon de San Peder («dolenti di San Pietro»).